# Ovella guirra
L'ovella guirra, roja o suada és l'ovella autòctona de la comunitat valenciana, i està inclosa en el catàleg de races protegides d'Espanya. És d'ascendència africana a conseqüència de les relacions amb el Magreb. L'any 2013 no hi havia més de 4.500 femelles i 200 mascles, cosa que la situava en perill de desaparèixer, a causa de l'edat dels pastors i la competitivitat d'altres races. Se'n comercialitzen formatges frescos i curats, i carn.
Pel que fa a la morfologia té un cap amb un perfil característic, les orelles horitzontals i lleugerament inclinades i cap dels sexes té banyes. Coll llarg i cilíndric i potes fines, fortes i llargues.
La llana de color roig obscur, roja, es recobrix d'abundant suarda (substància greixosa i cerosa excretada per la pell dels moltons i que impregna la llana, protegint-ne els brins), d'on ve el nom de sudat.
És un animal amb capacitat d'adaptació a circumstàncies adverses, ja que quan no hi ha herba per pasturar s'ajuda de les potes de darrere per obtindre menjar que es troba més elevat. És molt resistent al sol i a la calor, amb gran agilitat i capacitat de desplaçament.